# 堯尤佩
堯尤佩（西班牙語：Yauyupe），是洪都拉斯的城鎮，位於該國南部，由埃爾帕拉伊索省負責管轄，始建於1875年9月27日，面積76.26平方公里，海拔高度768米，2001年人口1,339，人口密度每平方公里17.56人。
13°45′N 87°04′W / 13.750°N 87.067°W